# Rolfs Plads
Rolfs Plads er en gade på Frederiksberg mellem Helgesvej og Nyelandsvej i et kvarter med navne fra den danske sagnhistorie.
Gaden fremstår ikke som en plads, men som et vejstykke, der er navngivet i 1917 efter den danske sagnkonge Rolf Krake ud fra sin beliggenhed ved Rolfsvej. Rolfs Plads var planlagt til sammen med Yrsa Plads ved Yrsavej at være et sammenhængende område, der var skabt plads til, da De Classenske Boliger blev nedrevet.